# The Bodyguard: Original Soundtrack Album
The Bodyguard (рус. «Телохранитель») — саундтрек из фильма Телохранитель, выпущенный 17 ноября 1992 года под лейблом Arista Records, включает в себя как песни Уитни Хьюстон, так и композиции различных исполнителей. Со-исполнительными продюсерами альбома стали Уитни Хьюстон и Клайв Дэвис. Благодаря саундтреку Уитни Хьюстон стала первой певицей, которой удалось продать более миллиона копий альбома за одну неделю, с тех пор как была введена новая система мониторинга продаж Nielsen SoundScan в мае 1991 года. Саундтрек выиграл «Грэмми» в номинации Лучший альбом года и получил семнадцатикратную платиновую сертификацию от Американской ассоциации звукозаписывающих компаний 1 ноября 1999 года. В настоящее время суммарные продажи альбома в мире составляют более 44 миллионов копий, что сделало саундтрек одним из самых продаваемых альбомов в истории.

## История создания
Уитни Хьюстон была назначена исполнительным продюсером (как и в предыдущем релизе I'm Your Baby Tonight), что наделяло её правом полного контроля над выбором песен для этого альбома. Певица планировала сделать запись «What Becomes of the Broken Hearted» в качестве основной музыкальной темы, однако, когда творческая группа узнала о том, что другой фильм собирается использовать эту песню, то они начали искать другую. Кевин Костнер — главный актёр фильма, думал о записи песни «I Will Always Love You», которую написала певица Долли Партон. Записывая альбом, Хьюстон настаивала на том, чтобы с ней работала концертная музыкальная группа, а не студийная. Уитни включила в альбом госпел песню «Jesus Loves Me», которую она написала в соавторстве с БиБи Уйнансом.

## Коммерческий успех альбома
The Bodyguard: Original Soundtrack Album дебютировал на втором месте в чартах Billboard 200 и Billboard Top R&B/Hip-Hop Albums с продажами 144 500 копий за первую неделю, уступив лидерство альбому The Predator американского рэпера Ice Cube. На второй неделе альбом возглавил оба чарта с продажами 292 000 копий. В то время как альбом оставался на вершине чарта, он дважды побил рекорд по количеству проданных экземпляров за неделю. На пятой неделе продажи составили 831 000 проданных экземпляров, что было больше чем предыдущий рекорд, установленный осенью 1991 года альбомом Use Your Illusion II рок-группы Guns N' Roses с продажами 770 000 копий. Неделю спустя, альбом ещё раз побил рекорд по количеству проданных экземпляров за одну неделю — 1 061 000 копий, что было впервые с тех пор, как Nielsen SoundScan запустил компьютеризированный мониторинг продаж в мае 1991 года. Рекорд, установленный Уитни Хьюстон был побит только в 1998 году, когда Гарт Брукс продал свой альбом Double Live тиражом 1 085 000 копий за одну неделю. Саундтрек удерживал лидерство в чарте Billboard 200 течение 20 недель и 8 недель в — Top R&B Albums, проведя в чартах 141 и 122 недели, соответственно. The Bodyguard: Original Soundtrack Album на протяжении 19 лет удерживал лидерство по количеству недель, занимаемых на вершине чарта, пока певица Адель с альбомом 21 не установила новый рекорд в эре Nielsen SoundScan.
В 1992—1993 годы в связи с огромным успехом фильма Телохранитель, саундтрек стал феноменальным хитом во всём мире. Альбом занимал первые места почти во всех странах. Он возглавлял альбомные чарты в Австралии на протяжении 5 недель, Австрии — 9 недель, Канады — 12 недель, Франции — 8 недель, Германии — 11 недель, Венгрии — 2 недель, Италии — 2 недель, Японии — 2 недель, Нидерландах — 6 недель, Новой Зеландии — 8 недель, Норвегии — 6 недель, Швеции — 4 недель, Швейцарии — 9 недель. В Великобритании The Bodyguard Soundtrack не появился в основном альбомном чарте страны UK Albums Chart, потому что с 1989 года альбомы-сборники в нём не учитывались, однако, саундтрек занял первое место в чарте музыкальных сборников UK Compilation Albums Chart и удерживал лидирующую позицию в течение 11 недель, а также продержался в десятке лучших альбомов 60 недель, и в самом чарте — 107 недель. Саундтрек считается бестселлером среди записей на английском языке 1994 года в Мексике, продажи которого превысили 500 000 копий. По состоянию на 2023 год продажи The Bodyguard: Original Soundtrack Album превышают отметку в 44 миллиона копий по всему миру, что делает этот альбом саундтреком-бестселлером всех времён и размещает его на четвёртом месте в списке самых продаваемых в мире альбомов.

## Синглы
Альбом знаменит кавер-версией песни «I Will Always Love You» в исполнении Уитни Хьюстон. Песня получила широкую ротацию на радио, став популярной на поп, R&B, adult contemporary и соул радиостанциях. Сингл провёл 14 недель на первом месте в чарте Billboard Hot 100. Композиция «I Will Always Love You» была успешна во всём мире и занимала первые места в таких странах, как: Великобритания на протяжении 10 недель, Швейцария — 8 недель, Австрия — 5 недель, Франция — 8 недель, Нидерланды — 6 недель, Швеция — 3 недели, Норвегия — 9 недель, Австралия — 10 недель, Новая Зеландия — 11 недель.

## Список композиций
| №                   | Название                                                 | Автор(ы)                                                                         | Исполнитель(и)                     | Длительность |
| ------------------- | -------------------------------------------------------- | -------------------------------------------------------------------------------- | ---------------------------------- | ------------ |
| 1.                  | «I Will Always Love You»                                 | Долли Партон                                                                     | Уитни Хьюстон                      | 4:31         |
| 2.                  | «I Have Nothing»                                         | Дэвид Фостер, Линда Томпсон                                                      | Уитни Хьюстон                      | 4:48         |
| 3.                  | «I’m Every Woman»                                        | Николас Эшфорд, Валери Симпсон                                                   | Уитни Хьюстон                      | 4:45         |
| 4.                  | «Run to You»                                             | Аллан Рич, Джад Фридман                                                          | Уитни Хьюстон                      | 4:22         |
| 5.                  | «Queen of the Night»                                     | Уитни Хьюстон, Эл Эй Рейд, Бэйбифейс, Дэрил Симмонс                              | Уитни Хьюстон                      | 3:08         |
| 6.                  | «Jesus Loves Me»                                         | БиБи Уйнанс, Седрик Колдуэлл                                                     | Уитни Хьюстон                      | 5:11         |
| 7.                  | «Even If My Heart Would Break»                           | Френни Голди, Адриан Гервиц                                                      | Кенни Джи и Аарон Невилл           | 4:58         |
| 8.                  | «Someday (I'm Coming Back)»                              | Лиза Стэнсфилд, Энди Моррис, Иэн Девэни                                          | Лиза Стэнсфилд                     | 4:57         |
| 9.                  | «It's Gonna Be a Lovely Day»                             | Билл Уизерс, Скип Скарборо, Робер Кливилл, Дэвид Коул, Томми Невер, Мишель Визаж | The S.O.U.L. S.Y.S.T.E.M.          | 4:47         |
| 10.                 | «(What's So Funny 'Bout) Peace, Love, and Understanding» | Ник Лоу                                                                          | Кертис Стиджерс                    | 4:04         |
| 11.                 | «Waiting for You»                                        | Кенни Джи                                                                        | Кенни Джи                          | 4:58         |
| 12.                 | «Trust in Me»                                            | Чарли Миднайт, Марк Сверскийy, Франческа Беге                                    | Джо Кокер при участии Сасс Джордан | 4:12         |
| 13.                 | «Theme from The Bodyguard»                               | Алан Сильвестри                                                                  | —                                  | 2:40         |
| Общая длительность: | Общая длительность:                                      | Общая длительность:                                                              | Общая длительность:                | 57:44        |

| №   | Название                                       | Автор(ы)                                            | Исполнитель(и) | Длительность |
| --- | ---------------------------------------------- | --------------------------------------------------- | -------------- | ------------ |
| 14. | «I’m Every Woman» (Clivillés & Cole House Mix) | Николас Эшфорд, Валери Симпсон                      | Уитни Хьюстон  | 10:37        |
| 15. | «Queen of the Night» (CJ's Master Mix)         | Уитни Хьюстон, Эл Эй Рейд, Бэйбифейс, Дэрил Симмонс | Уитни Хьюстон  | 6:35         |

Примечание:
- В версии саундтрека для США отсутствует песня «Waiting for You»; также, «Theme from The Bodyguard» стоит перед песней «Trust in Me».

## Чарты, сертификации и продажи
| Чарт                              | Высшее место |
| --------------------------------- | ------------ |
| Australian Albums Chart           | 1            |
| Austrian Albums Chart             | 1            |
| Canadian Albums Chart             | 1            |
| Dutch Albums Chart                | 1            |
| European Top 100 Albums Chart     | 1            |
| Finnish Albums Chart              | 1            |
| French Albums Chart               | 1            |
| German Albums Chart               | 1            |
| Hungarian Albums Chart            | 1            |
| Italian Albums Chart              | 1            |
| Japanese Oricon Albums Chart      | 1            |
| New Zealand Albums Chart          | 1            |
| Norwegian Albums Chart            | 1            |
| Spanish Albums Chart              | 1            |
| Swedish Albums Chart              | 1            |
| Swiss Albums Chart                | 1            |
| UK Compilation Albums Chart[A]    | 1            |
| U.S. Billboard 200                | 1            |
| U.S. Billboard R&B/Hip-Hop Albums | 1            |

| Чарт (2012)        | Высшее место |
| ------------------ | ------------ |
| U.S. Billboard 200 | 6            |

| Страна         | Поставщик | Сертификат (продажи)           |
| -------------- | --------- | ------------------------------ |
| Австралия      | ARIA      | 5× платиновый                  |
| Австрия        | IFPI      | 4× платиновый                  |
| Канада         | CRIA      | бриллиантовый                  |
| Финляндия      | IFPI      | Платиновый                     |
| Франция        | SNEP      | Бриллиантовый                  |
| Германия       | BVMI      | 3× Платиновый                  |
| Япония         | RIAJ      | 2× Миллиона                    |
| Нидерланды     | NVPI      | Платиновый[B]                  |
| Польша         | ZPAV      | Золотой                        |
| Норвегия       | IFPI      | 4× Платиновый                  |
| Испания        | AFYVE     | 5× Платиновая                  |
| Швеция         | IFPI      | Платиновый[C]                  |
| Швейцария      | IFPI      | 5× Платиновый                  |
| Великобритания | BPI       | 7× Платиновый                  |
| США            | RIAA      | 17× Платиновый (Бриллиантовая) |

| Страна         | Продажи     |
| -------------- | ----------- |
| Австрия        | 160 000+[D] |
| Бразилия       | 1 100 000+  |
| Канада         | 1 318 000+  |
| Финляндия      | 56 486+     |
| Франция        | 1 385 300+  |
| Германия       | 1 700 000+  |
| Япония         | 2 800 000+  |
| Мексика        | 500 000+    |
| Нидерланды     | 600 000+    |
| Норвегия       | 200 000+[E] |
| Швейцария      | 250 000+[F] |
| Южная Корея    | 1 200 000+  |
| Великобритания | 2 138 030+  |
| США            | 13 140 000  |
| В мире         | 44 000 000  |

Примечания:
- A^ В Великобритании The Bodyguard Soundtrack занял первое место в чарте музыкальных сборников UK Compilation Albums Chart,[30] потому что с 1989 года альбомы-сборники не учитывались в основном чарте UK Albums Chart.[72]
- B^ До 1999 года организация NVPI присуждала платиновую сертификацию альбомам за продажи более 100 000 копий. Таким образом, альбом должен иметь шестикратную платиновую сертификацию.[73]
- C^ В статье журнала Billboard от 16 октября 1993 года, согласно данным Arista Records и BMG International, было написано о том, что продажи альбома составляют 343 000 копий. Альбом получил платиновую сертификацию 21 января в 1993 году, однако, должен был получить тройной сертификат, так как платиновая награда присуждалась за продажи более 100 000 копий до сентября 1996 года.
- D^ До 31 декабря 2002 года организация IFPI в Австрии присуждала платиновую сертификацию альбомам и синглам за продажи более 40 000 копий.[73] The Bodyguard Soundtrack получил четырёхкратную платиновую сертификацию 26 сентября в 2002 году.
- E^ До июня 2002 года организация IFPI в Норвегии присуждала платиновую сертификацию альбомам и синглам за продажи более 50 000 копий.[73]
- F^ До 2000 года организация IFPI в Швейцарии присуждала платиновую сертификацию альбомам и синглам за продажи более 50 000 копий. The Bodyguard Soundtrack получил пятикратную платиновую сертификацию в 1994 году.[60]

| Чарт (1993)                     | Позиция |
| ------------------------------- | ------- |
| Australian Albums Chart         | 1       |
| Austrian Albums Chart           | 1       |
| Canadian RPM Top 100 Albums     | 3       |
| Italian Albums Chart            | 8       |
| Japanese Albums Chart           | 3       |
| Swiss Albums Chart              | 4       |
| U.S. Billboard 200              | 1       |
| U.S. Billboard Top R&B Albums   | 1       |
| U.S. Billboard Top Soundtrack   | 1       |
| Чарт (1994)                     | Позиция |
| French Albums Chart             | 23      |
| Japanese Albums Chart           | 79      |
| Чарт (1995)                     | Позиция |
| Belgian Albums Chart (Wallonia) | 77      |

| Чарт (1990—1999)   | Позиция |
| ------------------ | ------- |
| U.S. Billboard 200 | 2       |

### Синглы
| Год                                                                              | Сингл                                                                 | Высшее место в чарте | Высшее место в чарте | Высшее место в чарте | Высшее место в чарте | Высшее место в чарте | Высшее место в чарте | Высшее место в чарте | Высшее место в чарте | Высшее место в чарте | Высшее место в чарте | Высшее место в чарте | Высшее место в чарте | Высшее место в чарте | Высшее место в чарте | Высшее место в чарте | Высшее место в чарте | Высшее место в чарте |
| Год                                                                              | Сингл                                                                 | US Hot 100           | US R&B               | US AC                | US Dance             | CAN                  | UK                   | AUS                  | AUT                  | BEL                  | FRA                  | GER                  | IRL                  | ITA                  | NED                  | NZ                   | SWE                  | SWI                  |
| -------------------------------------------------------------------------------- | --------------------------------------------------------------------- | -------------------- | -------------------- | -------------------- | -------------------- | -------------------- | -------------------- | -------------------- | -------------------- | -------------------- | -------------------- | -------------------- | -------------------- | -------------------- | -------------------- | -------------------- | -------------------- | -------------------- |
| 1992                                                                             | «I Will Always Love You» (в исполнении Уитни Хьюстон)                 | 1                    | 1                    | 1                    | ―                    | 1                    | 1                    | 1                    | 1                    | 1                    | 1                    | 1                    | 1                    | 1                    | 1                    | 1                    | 1                    | 1                    |
| 1992                                                                             | «Someday (I’m Coming Back)» (в исполнении Лизы Стэнсфилд)             | ―                    | ―                    | ―                    | ―                    | ―                    | 10                   | ―                    | ―                    | 26                   | ―                    | 51                   | 16                   | ―                    | 42                   | ―                    | ―                    | ―                    |
| 1992                                                                             | «It’s Gonna Be a Lovely Day» (в исполнении The S.O.U.L. S.Y.S.T.E.M.) | 34                   | 44                   | ―                    | 1                    | 71                   | ―                    | ―                    | ―                    | ―                    | ―                    | ―                    | 12                   | ―                    | 62                   | 25                   | ―                    | ―                    |
| 1993                                                                             | «I’m Every Woman» (в исполнении Уитни Хьюстон)                        | 4                    | 5                    | 26                   | 1                    | 2                    | 4                    | 5                    | 9                    | 2                    | 5                    | 8                    | 4                    | 8                    | 4                    | 5                    | 7                    | 8                    |
| 1993                                                                             | «I Have Nothing» (в исполнении Уитни Хьюстон)                         | 4                    | 4                    | 1                    | ―                    | 1                    | 3                    | 28                   | ―                    | 11                   | 50                   | 39                   | 4                    | ―                    | 23                   | 20                   | ―                    | 39                   |
| 1993                                                                             | «Run to You» (в исполнении Уитни Хьюстон)                             | 31                   | 31                   | 10                   | ―                    | 10                   | 15                   | ―                    | ―                    | 19                   | 47                   | 58                   | 9                    | ―                    | 47                   | ―                    | ―                    | ―                    |
| 1993                                                                             | «Queen of the Night» (в исполнении Уитни Хьюстон)                     | ―                    | ―                    | ―                    | 1                    | 39                   | 14                   | ―                    | ―                    | 20                   | 47                   | 64                   | 26                   | ―                    | 21                   | ―                    | ―                    | 36                   |
| Знак «—» обозначает, что сингл не вошёл в чарт или не был издан в данной стране. |                                                                       |                      |                      |                      |                      |                      |                      |                      |                      |                      |                      |                      |                      |                      |                      |                      |                      |                      |

## Премии и номинации

### American Black Achievement Awards
| Год  | Номинируемая работа | Категория       | Результат |
| ---- | ------------------- | --------------- | --------- |
| 1994 | Уитни Хьюстон       | The Music Award | Номинация |

### Academy Awards
| Год  | Номинируемая работа | Категория                                                     | Результат |
| ---- | ------------------- | ------------------------------------------------------------- | --------- |
| 1993 | «I Have Nothing»    | Лучшая песня к фильму (Дэвид Фостер, Линда Томпсон)           | Номинация |
| 1993 | «Run to You»        | Лучшая песня к фильму (авторы песни: Джад Фридман, Аллан Рич) | Номинация |

### American Music Awards
Уитни Хьюстон и Майкл Джексон являются лидерами по количеству выигранных наград за одну церемонию. В то время Хьюстон и Кенни Роджерс являлись обладателями наибольшего числа статуэток — 19. Она выиграла свою четвёртую награду «Лучшая певица в жанре Поп/Рок» и наравне с Оливией Ньютон-Джон является обладательницей наибольшего числа наград в данной номинации.
| Год  | Номинируемая работа                     | Категория                                | Результат |
| ---- | --------------------------------------- | ---------------------------------------- | --------- |
| 1994 | The Bodyguard Original Soundtrack Album | Лучший альбом в жанре Поп/Рок            | Победа    |
| 1994 | «I Will Always Love You»                | Лучший сингл в жанре Поп/Рок             | Победа    |
| 1994 | Уитни Хьюстон                           | Лучшая певица в жанре Поп/Рок            | Победа    |
| 1994 | The Bodyguard Original Soundtrack Album | Лучший альбом в жанре Соул/R&B           | Победа    |
| 1994 | «I Will Always Love You»                | Лучший сингл в жанре Соул/R&B            | Победа    |
| 1994 | Уитни Хьюстон                           | Лучшая певица в жанре Соул/R&B           | Победа    |
| 1994 | The Bodyguard Original Soundtrack Album | Лучший альбом в жанре Adult Contemporary | Победа    |
| 1994 | Уитни Хьюстон                           | Лучшая певица в жанре Adult Contemporary | Номинация |
| 1994 | Специальная награда                     | Награда за Заслуги                       | Победа    |

### ASCAP Pop Awards
| Год  | Номинируемая работа | Категория                                                         | Результат |
| ---- | ------------------- | ----------------------------------------------------------------- | --------- |
| 1994 | «I’m Every Woman»   | Наиболее часто исполняемая песня (Николас Эшфорд, Валери Симпсон) | Победа    |

### Billboard Music Awards
Уитни Хьюстон является одной из рекордсменов по количеству наград (11 статуэток), полученных за одну церемонию. Она является единственной певицей, занявшей за один год четыре вершины годовых чартов Top Billboard 200 Album, Top R&B Album, Hot 100 Single и Hot R&B Single. В настоящее время, Уитни является единственным артистом, которому удалось занять первое место в годовом чарте Top R&B Album три раза, а именно с альбомами: Whitney Houston (1986), I'm Your Baby Tonight (1991) и The Bodyguard (1993). Уитни Хьюстон является вторым музыкантом после Элтона Джона и первой певицей, у которой есть две награды Top Billboard 200 Album (ранее назывался «Top Pop Album») в годовых чартах журнала Billboard.
| Год  | Номинируемая работа                     | Категория                                                                             | Результат |
| ---- | --------------------------------------- | ------------------------------------------------------------------------------------- | --------- |
| 1993 | The Bodyguard Original Soundtrack Album | ★Top Billboard 200 Album #1 (Top Album of the Year)                                   | Победа    |
| 1993 | Уитни Хьюстон                           | ★Hot 100 Singles Artist #1                                                            | Победа    |
| 1993 | «I Will Always Love You»                | ★Hot 100 Single #1                                                                    | Победа    |
| 1993 | The Bodyguard Original Soundtrack Album | ★Top R&B Album #1                                                                     | Победа    |
| 1993 | Уитни Хьюстон                           | ★Hot R&B Singles Artist #1                                                            | Победа    |
| 1993 | «I Will Always Love You»                | ★Hot R&B Single #1                                                                    | Победа    |
| 1993 | The Bodyguard Original Soundtrack Album | ★Top Soundtrack Album #1                                                              | Победа    |
| 1993 | The Bodyguard Soundtrack                | ★Специальная награда: Альбом с наибольшим количеством недель на 1-м месте (20 недель) | Победа    |
| 1993 | «I Will Always Love You»                | ★Специальная награда: Сингл с наибольшим количеством недель на 1-м месте (14 недель)  | Победа    |
| 1993 | Уитни Хьюстон                           | ★World Artist #1                                                                      | Победа    |
| 1993 | «I Will Always Love You»                | ★World Single #1                                                                      | Победа    |
| 1993 | Уитни Хьюстон                           | Hot Adult Contemporary Artist                                                         | Номинация |
| 1993 | Уитни Хьюстон                           | Hot 100 Singles Artist — Female                                                       | Победа    |
| 1993 | «I Will Always Love You»                | Hot 100 Singles Sales #1                                                              | Победа    |
| 1993 | «I Will Always Love You»                | Hot R&B Singles Sales #1                                                              | Победа    |

### BMI Film & Television Awards
| Год  | Номинируемая работа | Категория                                                                | Результат |
| ---- | ------------------- | ------------------------------------------------------------------------ | --------- |
| 1994 | «The Bodyguard»     | Film Music Award (Alan Silvestri)                                        | Победа    |
| 1994 | «I Have Nothing»    | Наиболее часто исполняемая песня из фильма (Дэвид Фостер, Линда Томпсон) | Победа    |

## Творческая группа
| «I Will Always Love You» - Исполнитель — Уитни Хьюстон - Продюсер и аранжировщик — Дэвид Фостер - Вокальная аранжировка — Уитни Хьюстон - Режиссёр — Рики Минор - Саксофон — Кирк Вэлум - Запись — Билл Шни, Дэйв Реицас, Питер Дж. Ииэнилос - Сведение — Дэйв Реицас «I Have Nothing» - Исполнитель — Уитни Хьюстон - Продюсер и аранжировщик — Дэвид Фостер - Аранжировка струнных инструментов — Джереми Лаббок и Дэвид Фостер - Запись — Дэйв Реицас - Сведение — Мик Гузауский «I’m Every Woman» - Исполнитель — Уитни Хьюстон - Продюсер — Нарада Майкл Уолден - Дополнительное производство и ремикс — Роберт Кливилл и Дэвид Коул - Вокальная аранжировка — Чака Хан - Дополнительная вокальная аранжировка и продюсирование — Роберт Кливилл и Дэвид Коул - Программирование — Луи Бианканьельо, Джеймс Алфано и Чонси Махан - Запись — Мэтт Рор, Марк Реиберн - Дополнительная запись — Акэр С. Ки, Ричард Джозеф - Сведение — Боб Роза «Run to You» - Исполнитель — Уитни Хьюстон - Продюсер — Дэвид Фостер - Аранжировка — Джад Фридман и Дэвид Фостер - Аранжировка струнных инструментов — Уильям Росс и Дэвид Фостер - Запись — Дэйв Реицас - Сведение — Мик Гузауский «Queen of the Night» - Исполнитель — Уитни Хьюстон - Продюсер — Эл Эй Рейд и Бэйбифейс - Сопродюсер — Уитни Хьюстон и Дэрилом Симмонсом - Вокальная аранжировка — Уитни Хьюстон - Запись — Барни Перкинс, Мильтон Чан - Сведение — Дэйв Вей, Джим «Z» Зумпано «Jesus Loves Me» - Исполнитель — Уитни Хьюстон - Продюсер — Уитни Хьюстон и БиБи Уйнанс - Аранжировка — БиБи Уйнанс и Седрик Дж. Колдуэлл - Вокальная аранжировка — Уитни Хьюстон и БиБи Уйнанс - Аранжировка струнных инструментов — Рон Хуфф - Бэк-вокал — БиБи Уйнанс, Альвин Чеа, Клод Макнайт III - Гитара — Пол Джексон - Запись — Майк Маккарти, Виктор Колдуэлл - Сведение — Дэйв Реицас | «Even If My Heart Would Break» - Исполнитель — Кенни Джи и Аарон Невилл - Продюсер — Дэвид Фостер и Уолтер Афанасьефф - Аранжировка — Дэвид Фостер и Кенни Джи - Запись — Умберто Гатика - Дополнительная запись — Мэнни Лэкаррабба, Дана Джон Чаппелл, Стив Шеппард, Кевин Бека - Ассистент по записи — Кевин Бека, Стив Шеппард - Сведение — Мик Гузауский «Someday (I’m Coming Back)» - Исполнитель — Лиза Стэнсфилд - Продюсер — Иэн Девэни и Энди Моррис - Исполнительный продюсер — Jazz Summers и Тим Пэрри - Инженер — Бобби Ботон - Сведение — Иэн Девэни, Энди Моррис и Бобби Ботон «It’s Gonna Be a Lovely Day» - Исполнитель — The S.O.U.L. S.Y.S.T.E.M. - Продюсирование, аранжирование и сведение — Роберт Кливилл, Дэвид Коул - Ассистент продюсера — Рики Креспо - Создание рэп-вокала — Роберт Кливилл и Дуран Рамос - Вокальная аранжировка — Дэвид Коул - Запись и сведение — Акэр С. Ки - Дополнительное сведение — Брюс Миллер «(What’s So Funny 'Bout) Peace, Love and Understanding» - Исполнитель — Кертис Стиджерс - Продюсер — Дэнни Корчмэр - Запись и сведение — Марк ДэСисто «Theme from The Bodyguard» - Автор и продюсер — Алан Сильвестри - Дирижёр — Уильям Росс - Соло на трубе — Гэри Грант - Сведение — Деннис Сандс - Ассистент по сведению — Билл Изистон - Техническая группа — Гэри Карлсон, Джим Уолкер «Trust in Me» - Исполнитель — Джо Кокер при участии Сасс Джордан - Продюсер — Чарли Миднайт - Запись — Джон Ролло - Сведение — Крис Лорд-Алджи |